# Marie Dvořáková (1848)
Marie Anna Rosalie Dvořáková (rozená Hlávková, 15. března 1848 Brno – 3. června 1880 Vídeň) byla česká spolková činovnice, sboristka, sufražetka a feministka, spoluzakladatelka a první předsedkyně ženského pěveckého a vzdělávacího spolku Vesna, manželka politika a novináře Jindřicha Dvořáka. Spolupracovala s ranými osobnostmi českého ženského emancipačního hnutí na Moravě, jako například Anna Veronika Mikšíčková či Lvislava Rudišová.

## Život
Narodila se v Brně do české rodiny vlnařského podnikatele a mecenáše Jana Hlávky a jeho ženy Barbory, rozené Svobodové. Její otec byl spoluzakladatelem první české mateřské školy, ve svém domě na Cejlu. Dostalo se jí dobrého soukromého vzdělání. Díky rodičům získala vztah k českým kořenům a stala se českou vlastenkou. Roku 1866 se v Brně provdala za majetného novinář a politika a pozdějšího poslance Moravského zemského sněmu Jindřicha Dvořáka, společně zde také žili.
Marie Dvořáková se zde následně začala zapojovat do české spolkové činnosti v silně německy osídleném Brně. Stála jako členka přípravného výboru u zrodu prvního moravského ženského pěveckého souboru Vesna, na jehož valné hromadě 15. srpna 1870 byla zvolena jeho předsedkyní. Dále se o jeho vznik zasloužili Leopoldina (Lvislava) Rudišová, Miroslava Helceletová, Amálie Teplá, Ing. Antonín Peka či skladatel JUDr. Josef Illner. První starostkou se stala Veronika Mikšíčková, která Dvořákovou ve vedoucí funkci roku 1872 vystřídala. Už v roce 1872 se jeho poslání zobecnilo a z pěveckého spolku vznikla ženská vzdělávací jednota, jejímž cílem bylo šířit vzdělanost mezi brněnskými ženami, a to výhradně prostřednictvím českého jazyka.
Marie Dvořáková zemřela předčasně 3. června 1880 ve Vídni ve věku 42 let.
Dne 16. září 1886 zahájila pod hlavičkou Ženské vzdělávací jednoty Vesna své působení první česká pokračovací dívčí škola na Moravě. Spolek pokračoval v nezávislé činnosti až do událostí v únoru 1948.